# Thọ Xuân (xã)
Thọ Xuân là một xã thuộc tỉnh Thanh Hóa, Việt Nam. Xã Thọ Xuân mang tên huyện cũ trước ngày 1/7/2025 và là xã được thành lập trên cơ sở sáp nhập Thị trấn Thọ Xuân, Xã Xuân Hồng, Xã Xuân Trường, Xã Xuân Giang.

## Địa lý
Xã Thọ Xuân có vị trí gần trung tâm hình học của tỉnh Thanh Hoá, xã có hình bán nguyệt dẹt như cánh diều với phần lồi về phía Bắc, vị trí địa lý:
- Phía đông giáp 2 xã Thiệu Tiến và Thiệu Toán
- Phía tây giáp xã Xuân Hoà
- Phía nam giáp 2 xã Sao Vàng và Thọ Long
- Phía bắc giáp 2 xã Xuân Lập và Xuân Tín.

Xã Thọ Xuân có diện tích 27,48 km², dân số năm 2025 là 34.346 người.
Quốc lộ 47C từ điểm giao cắt với quốc lộ 47 ở Dân Lực, chạy theo hướng đông nam - tây bắc đến trung tâm Thọ Xuân thì rẽ theo hướng tây đến Kiên Thọ.
Quốc lộ 47B có phạm vi từ phố Kiểu của Yên Định đi Cảng Hàng không Thọ Xuân, Khu kinh tế Nghi Sơn hoàn thiện nâng cấp tối thiểu đạt tiêu chuẩn đường cấp 3, hai làn xe.

## Hành chính
Thị trấn Thọ Xuân được chia thành 9 khu phố: 1, 2, 3, 4, 5, 6, Đồng Thôn, Vĩnh Nghi, Quân Bình.

## Lịch sử
Thị trấn Thọ Xuân được thành lập vào ngày 9 tháng 2 năm 1965 theo Quyết định số 34-NV của Bộ Nội vụ trên cơ sở tách thôn Thọ Khang thuộc xã Xuân Trường.
Đến năm 2018, thị trấn Thọ Xuân có diện tích 1,52 km², dân số là 5.851 người, mật độ dân số đạt 3.849 người/km², gồm 6 khu phố: 1, 2, 3, 4, 5, 6. Xã Hạnh Phúc có diện tích 3,26 km², dân số là 2.251 người, mật độ dân số đạt 690 người/km², gồm 3 thôn: Đồng Thôn, Vĩnh Nghi, Quân Bình.
Ngày 16 tháng 10 năm 2019, Ủy ban Thường vụ Quốc hội ban hành Nghị quyết số 786/NQ-UBTVQH14 về việc sắp xếp các đơn vị hành chính cấp xã thuộc tỉnh Thanh Hóa (nghị quyết có hiệu lực từ ngày 1 tháng 12 năm 2019). Theo đó, sáp nhập toàn bộ diện tích và dân số của xã Hạnh Phúc vào thị trấn Thọ Xuân.

## Trò Xuân Phả
Trò Xuân Phả là các trò diễn dân gian nổi tiếng ở xã Thọ Xuân mô tả cảnh 5 quốc gia cổ (thuộc Trung Hoa, Hòa Lan, Tú Huần, Chăm Pa, Ai Lao) đem lễ vật cùng với những tiết mục múa hát đặc sắc của quốc gia họ để chúc mừng Hoàng đế nước Việt xưa. Trò Xuân Phả được hình thành và phát triển hơn 1000 năm để trở thành một tổ hợp múa dân gian đặc sắc, độc nhất vô nhị diễn ra hàng năm ở Nghè Xuân Phả, xã Thọ Xuân, tỉnh Thanh Hóa và được ghi danh là di sản văn hóa phi vật thể quốc gia. Trò Xuân Phả gồm có 5 điệu múa rất đặc biệt với tên gọi Hoa Lang, Tú Huần, Ai Lao, Ngô Quốc và Chiêm Thành. Trò Xuân Phả thường diễn ra vào các ngày từ 10 đến 12 tháng 2 âm lịch hàng năm tại di tích Nghè Xuân Phả.